# André Rey (homme politique)
Pour les articles homonymes, voir André Rey et Rey.
André Rey, né le 23 mai 1905 à Fronton (Haute-Garonne) et mort le 18 août 1995 à Dax (Landes), est un homme politique français.

## Biographie
Issu d'une famille de notables, ayant compté plusieurs élus locaux, André Rey est élevé dans une ambiance plutôt républicaine et radicale, avec certaines sympathie pour le socialisme jaurésien.
Orphelin de mère à 12 ans, il suit son père professeur d'anglais, mobilisé comme interprète, à Saint-Omer où il est interne au lycée.
Après la guerre, il suit son père au fil des affectations de ce dernier : Bayonne, Castelnaudary, Marmande.
Inscrit à la faculté à Toulouse, André Rey est surveillant pour financer ses études. C'est à cette période qu'il adhère à la SFIO. Il prépare l'agrégation à Montpellier, mais ne passe pas le concours et exerce comme professeur adjoint à Bordeaux avant d'être mobilisé au début de la seconde guerre mondiale.
Evacué à Dunkerque, il est renvoyé sur le front en Normandie, où il est fait prisonnier, mais réussit à s'évader pour rejoindre Toulouse où il reprend une activité d'enseignement.
Dénoncé comme socialiste et franc-maçon par un journal collaborationniste, il s'engage aussi dans la résistance, ce qui lui vaut d'être décoré de la médaille de la résistance à la Libération.
En septembre 1945, il est élu conseiller général de Haute-Garonne, dans le canton de Fronton, mandat qu'il conserve jusqu'en 1983.
Deux ans plus tard, il est élu maire de Fronton, avec le soutien de la droite locale, contre les radicaux et une liste communiste. Il sera le premier édile de cette ville jusqu'en 1971.
Il obtient aussi un poste d'enseignant à l'université de Toulouse.
En 1951, il figure en troisième position sur la liste présentée par la SFIO, menée par Achille Auban, pour les élections législatives en Haute-Garonne. Grâce à l'apparentement avec les listes du MRP et du RGR, Rey est élu député.
A l'assemblée, il se consacre à des sujets très divers, liés à son implantation locale (viticulture), à son expérience passée (situation des anciens résistants), ou à ses centres d'intérêt, mais intervient très peu en tribune.
Il s'éloigne de la ligne majoritaire de son parti en refusant de ratifier le traité créant la CED, ainsi que les traités de Paris et Londres sur le réarmement de l'Allemagne. Il est donc, avec d'autres élus dans la même situation, exclu de la SFIO en février 1955, mais réintégré en juin.
Lors des élections législatives de 1956, l'apparentement conclu entre SFIO, radicaux et républicains sociaux en Haute-Garonne n'a pas la majorité absolue. Rey, placé encore en troisième position sur la liste SFIO, n'est donc pas réélu, et reprend son poste à l'université.
En 1958, il s'oppose au soutien de la SFIO au retour de Charles de Gaulle au pouvoir, ce qui lui vaut de ne pas être désigné comme candidat aux législatives de novembre.
Il retrouve cependant l'Assemblée nationale lors des élections de 1962, et est réélu en 1967. L'année suivante, en revanche, il est battu, emporté par la vague gaulliste qui suit les événements de mai 68.
S'ensuit une série de défaites : en 1971, il est devancé au premier tour des municipales, et renonce à se présenter au second. Cette perte de soutiens locaux conduit le Parti Socialiste à lui préférer Alain Savary comme candidat lors des législatives de 1973. À la fin de l'année, Rey est encore battu, cette fois au cantonales.
Il n'a plus alors aucun mandat, et quitte la vie politique.

## Détail des fonctions et des mandats
Mandats parlementaires
- 17 juin 1951 - 1er décembre 1955 : Député de la Haute-Garonne
- 25 novembre 1962 - 2 avril 1967 : Député de la 1re circonscription de la Haute-Garonne
- 12 mars 1967 - 30 mai 1968 : Député de la 1re circonscription de la Haute-Garonne